# Malingsbo landskommun
Malingsbo landskommun var en tidigare kommun i dåvarande Kopparbergs län (numera Dalarnas län).

## Administrativ historik
I Malingsbo socken i Dalarna inrättades denna kommun år 1863.
Vid kommunreformen 1952 inkorporerades denna kommun i Söderbärke landskommun.
Landskommunens område är sedan en del av 1974 i Smedjebackens kommun.

## Kommunvapen
Malingsbo landskommun förde inte något vapen.